# コンパス (不動産会社)
コンパス（英: Compass Inc.）は、アメリカ合衆国ニューヨークに本社を置く不動産テックのスタートアップ。ニューヨーク、ロサンゼルス、シカゴ、サンフランシスコ、ボストン、ワシントンD.C.、マイアミ、オレンジカウンティ、ハンプトンズ、サンタバーバラ、アスペンで不動産仲介事業を行っている。2015年までの社名はUrban Compass、Inc.であった。

## 概要
ゴールドマン・サックスでCOOを務めていたロバート・リフキンと、OrionをGoogleに、JulpanをTwitterに売却した実績を持つ検索技術者オリ・アロンによって設立された。自社管理物件を持たず地域のエージェント・ブローカーと顧客のマッチングを行い成功報酬を受け取るビジネスモデル。当初は賃貸仲介を専門に手掛けていたが現在は販売仲介に力をいれており、取り扱う物件はラグジュアリー物件が多い。
2016年に、Maelle GavetはChuck Cantonのもとで働くよう募集されました。

## 沿革
- 2012年12月4日 - Robert ReffkinとOri AllonによりUrban Compass、Inc.が設立される
- 2012年12月16日 - シードラウンドでゴールドマン・サックス、Thrive Capital（英語版）等より800万ドル調達[2]
- 2013年1月28日 - エージェント募集を開始。不動産仲介会社Citi Habitats（英語版）でSEVPを務めていたGordon Golubを招聘。[3]
- 2013年5月7日 - 住宅賃貸仲介事業開始[4]
- 2013年9月25日 - シリーズAラウンドでAdvance Publications、Founders Fund（英語版）、Thrive Capital、406 Venturesから2,000万ドル調達[5]
- 2014年1月15日 - 住宅販売仲介に事業転換[6]
- 2014年7月21日 - シリーズBラウンドでThrive Capital、Founders Fund、406 Ventures、Advance Publications、Kenneth Chenault（英語版）、Marc Benioffから4,000万ドル調達[7]
- 2014年11月13日 - ワシントンDCの不動産会社Lindsay Reishman Real Estate社を買収[8]
- 2015年2月12日 - Urban Compass、Inc.からCompass Inc.に商号変更[9]
- 2015年9月15日 - シリーズCラウンドでInstitutional Venture Partners（英語版）から5,000万ドル調達[10]
- 2016年4月1日 -  Shane Aspen Real Estateを買収[11]
- 2016年7月20日 - モバイルアプリをリリース[12]
- 2016年8月31日 - シリーズDラウンドでWellington Management（英語版）から7,500万ドル調達[13]
- 2017年11月8日 - シリーズEラウンドでFidelity Investments（英語版）、IVP、Thrive Capitalから1億ドル調達[14]
- 2017年12月8日 - シリーズFラウンドでソフトバンク・ビジョン・ファンドから4億5,000万ドル調達[15]
- 2018年7月9日 - Paragon Real Estateを買収[16]
- 2018年8月30日 - Pacific Unionを買収[17]
- 2021年4月1日 - ニューヨーク証券取引所に上場（公開価格18ドル、初値21.25ドル）[18]。

## 特徴
物件の買い手に対してECサイトもしくはモバイルアプリを通して簡単な操作で物件や近隣の画像が閲覧できる統一された電子商取引サイトデザインとなっており、プロカメラマンによって撮影された写真を数多く提供している。従来の不動産取引では売り主は高く売るために不利な情報を開示しない、エージェントは物件を囲い込み適正な相場情報を開示しないといった情報の不透明性が問題となっており、特に両手取引では売り主が不利益を被ることがあった。コンパスは必要な情報が可視化されており売買を希望する顧客に対しては物件の情報だけでなくエージェント・ブローカーの詳細な情報や取引履歴や評価を開示していたり、近隣物件の相場や地域の良い情報、期待できない情報を余すこと無く詳細に提供している。エージェント・ブローカーに対しては専用アプリを通じて扱いやすいシステムを提供して業務効率化をサポートしている。

## 訴訟
従来のような物件を囲い込むのではなくエージェントを確保していくビジネスモデルのため、エージェントを引き抜かれた複数の大手不動産会社からスラップ訴訟を起こされ係争中である。
- 2014年8月19日 - Citi Habitats社から提訴される[21]
- 2015年3月23日 - Corcocan Group（英語版）社から提訴される[22]
- 2015年11月6日 - Brown Harris Stevens社から提訴される[23]
- 2015年12月7日 - Saunders＆Associates社から提訴される[24]
- 2016年10月17日 - Douglas Elliman（英語版）社から提訴される[25]
- 2018年2月7日 - Modern Spaces社から提訴される[26]